# Blek tasslöpare
Blek tasslöpare (Demetrias atricapillus) är en skalbaggsart som först beskrevs av Carl von Linné 1758.  Blek tasslöpare ingår i släktet Demetrias, och familjen jordlöpare. Arten är reproducerande i Sverige.

## Bildgalleri

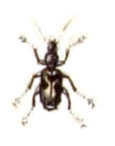